# Мост у Рачи
Мост у Рачи је назив за друмско-жељезнички мост на ријеци Сави између БиХ (Република Српска) и Србије.

## Географија
На семберској страни савске обале налазило се село Босанска Рача, град Бијељина, а на сремској страни се налази село Сремска Рача, град Сремска Митровица. Често се прави грешка у говору када се каже „Мост на Рачи“ што асоцира да се мост налази преко ријеке Рача. У суштини, мост би требало да се зове брочански, јер се налази, као и садашња царинарница, дубоко у атару семберског села Бродац, али га је становништво, везало за Рачу — некадашњу лучку варош на Сави, која је нестала изградњом моста и гашењем луке.

## Изглед моста
Мост је решеткасте конструкције, наслоњене на два стуба за чију су изградњу употребљени камени блокови, правилних облика. Ширина саобраћајне траке не одговара саобраћају у два смјера, јер је мост преузак за нормалан саобраћај.

## Историја
Мост је изграђен 1934. године, пуштен је у саобраћај 9. децембра, са друмом Босут - Босанска Рача. У изградњи моста углавном су учествовали италијански радници. Оригинално име моста које је тада добио било је „Мост Краљице Марије“. Изградњом моста, читав крај Семберије и Мајевице успјешно је повезан са Србијом, а мост је нарочито користио руднику угља у Угљевику, који је захваљујући мосту могао веће количине да пласира корисницима (нарочито жељезници и ријечном бродарству). До тада, угаљ се из Угљевика пругом превозио до Босанске Раче, а из Босанске Раче посебно изграђеном жичаром преко Саве до Сремске Раче, и отуда даље на тржиште. Ова жичара је постојала до Другог свјетског рата када је срушена. У току рата срушен је и мост, али је после рата обновљен.
Мост је имао значај и у СФРЈ. Био је једина веза Семберије са Србијом. 1950. године пруга Босанска Рача - Бијељина се проширује на нормални колосијек и повезује се са Шидом преко овог моста. Све више на мосту доминира друмски саобраћај, док се жељезнички смањује, нарочито након укидања пруге Бијељина - Мезграја 1979. године (посљедња пруга уског колосијека у Европи). Од тада пругом само саобраћа шинобус Шид-Бијељина.
Почетком рата у БиХ, мост постаје веза између двије српске државе. На обје обале Саве долази царина и гранична полиција. У тешким ратним годинама, мост у Рачи постаје симбол шверца, који се у том периоду обављао и преко овог моста.
1995. године, након акције „Олуја“, километарске колоне избјеглица из Крајине прелазе преко овог моста у Србију. Приликом обиљежавања Дана сјећања на све страдале и прогнане Србе у хрватској војно-полицијској акцији "Олуја", 4. августа 2020. године, предсједник Србије Александар Вучић и српски члан Предсједништва БиХ Милорад Додик открили су спомен-плочу Србима убијеним и прогнаним у тој акцији. На плочи се налази натпис "Овај мост је немили сведок ужаса и патње српског народа. Спасавајући себе и своју децу од злочина и сигурне смрти, овуда, као жртве етничког чишћења, прођоше стотине хиљада Срба Крајишника у августу 1995. године. Дошавши у Србију нашли су наду, уточиште и спас."
Мост је, захваљујући средствима међународне заједнице, након рата обновљен.
Јануара 2007. године, средствима Владе Републике Србије из Националног инвестиционог плана почела је изградња новог моста Европа поред постојећег моста. За разлику од постојећег који је решеткаста конструкције нови мост је сандучастог попречног пресека, дужине 440 метар са ширином од 11 метара и система је континуалног носача на три поља са распонима 125+150+125 метара, а ослоњен је на постојеће стубове старог моста који су приликом градње првог моста остављени шири да прихвате конструкцију будућег моста, што говори о визионарским особинама пројектаната моста.
Мост Европа је свечано отворен 6. септембра 2010. године. Мост су отворили предсједник Србије Борис Тадић, предсједник Владе Републике Српске Милорад Додик и предсједник Владе Војводине Бојан Пајтић.
Изградња моста коштала је 675 милиона динара. Средства су обезбедили Фонд за капитална улагања Војводине, предузеће Путеви Србије и Министарство за саобраћај и везе. РС је у уређење прилазних саобраћајница уложила милион евра.

## Занимљивости
- Мост са граничним прелазом спомиње се у пјесми рок групе Забрањено пушење „Од историјског Авноја до избјегличког конвоја, преко Сремске Раче“, као и у турбо-фолк пјесми Боре Дрљаче „Плачи, мала, плачи, ост'о сам на Рачи…“